# Delahaye Type 8
Der Delahaye Type 8 ist ein frühes Pkw-Modell. Hersteller war Automobiles Delahaye in Frankreich.

## Beschreibung
Die Fahrzeuge wurden zwischen 1901 und 1902 hergestellt. Vorgänger war der Delahaye Type 2 und Nachfolger der Delahaye Type 17.
Der Zweizylinder-Ottomotor war in Frankreich mit 12–14 CV eingestuft. Er hat 110 mm Bohrung, 160 mm Hub, 3041 cm³ Hubraum und leistet 14 PS. Er ist vorn im Fahrgestell eingebaut und treibt die Hinterachse an.
Der Radstand beträgt 190 cm. Bekannt ist die Karosseriebauform Tonneau wie beim Delahaye Type 7.
Insgesamt entstanden zehn Fahrzeuge. Das Fahrgestell galt als veraltet, denn es ging noch auf das erste Delahaye-Modell Type 1 von 1895 mit Heckmotor zurück.